# Svenska Spel
Svenska Spel (переклад зі шведської — «шведські ігри») — державна компанія, яка працює на ринку азартних ігор у Швеції. Компанія здійснює продажі через 6700 агентів, 2000 ресторанів, пабів та залів бінго, а також в інтернеті. Через свою дочірню компанію Cosmopol Casino вона керує чотирма казино в Стокгольмі, Гетеборзі, Мальме та Сундсваллі.
Прибутки від діяльності компанії виплачується безпосередньо Державному казначейству. Svenska Spel організовує спортивні та числові лотереї, а також через дочірню компанію Casino Cosmopol контролює мережу казино. Компанія надає широку спонсорську підтримку футбольній, хокейній та флорбольній спілкам Швеції, а також Союзу з хокею з м'ячем, витрачаючи на це щорічно 170 млн крон.

## Історія

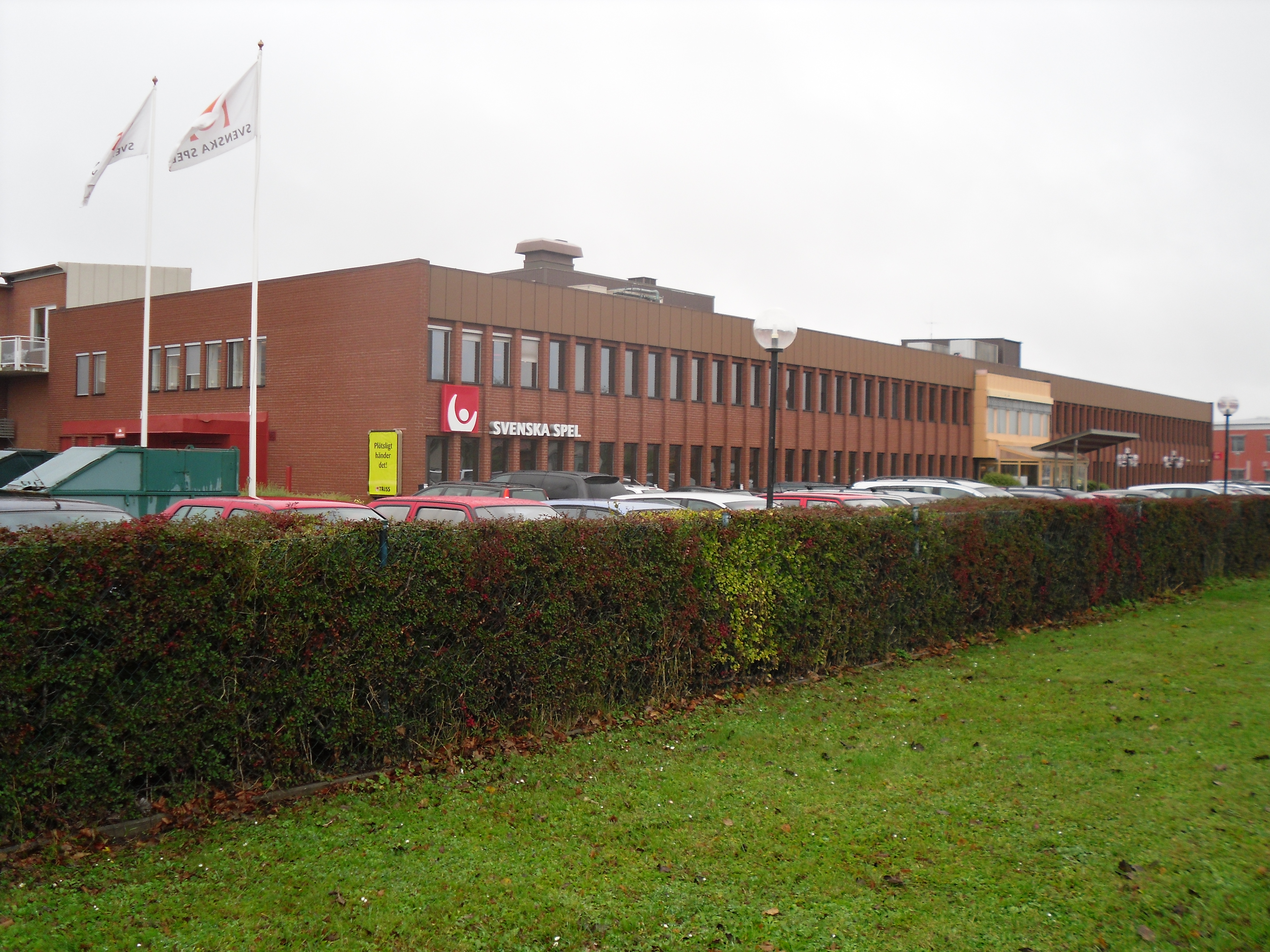
Офіс компанії у Вісбю, Швеція

У 1943 році компанія була націоналізована. Ерік Бергквіст та двоє інших засновників володіли єдиними приватними акціями компанії до реорганізації в 1970-х роках. До 25-річчя Tipstjänst у 1959 році шведський народ зробив ставок на суму майже 1,8 мільярда шведських крон.
Компанію було засновано 1997 року шляхом злиття двох державних компаній Penninglotteriet («Грошова лотерея») та Tipstjänst («Служба чайових»).
Штаб-квартира розташована у шведському Вісбю, додатковий офіс працює в Сундбюберзі. Контролюється Управлінням з азартних ігор Швеції (Lotteriinspektionen). Протягом багатьох років ця компанія єдиною, кому було дозволено організовувати азартні ігри в інтернеті у Швеції.
1998 року компанія отримала дозвіл уряду на організацію тоталізатора на собачих перегонах і запуск ігор в інтернеті. 1999 року Svenska Spel було дозволено відкрити у Швеції міжнародне казино, для чого було створено дочірню компанію Casino Cosmopol AB. Того ж року в інтернеті були запущені футбольні лотереї Stryktipset, Måltipset і Joker.
2008 року Міжнародна лотерейна асоціація назвала Svenska Spel лідером у розвитку практики відповідальних азартних ігор.
1 січня 2019 року Швеція прийняла нові закони, які обмежили монополію державної компанії, відкривши ринок для приватних операторів. Ця реформа мала на меті створення балансу між свободою вибору для гравців та захистом їхніх прав.
У вересні 2020-го компанія разом з французьким партнером фр. Pari-Mutuel Urbain (PMU) запустили можливість робити ставки на міжнародні змагання з перегонів через інтернет. Через карантин під час пандемії COVID-19 у Швеції було закрито всі ігрові заклади, включно з букмекерськими конторами. Окрім того, шведські казино та гральні автомати були обмежені у розмірі максимального депозиту, що склав 5000 крон та ліміт на бонуси — 100 крон.
Через це прибуток Svenska Spel знизився лише в третьому кварталі року на 8 % до 1,85 млрд крон (221,2 млн $), операційний прибуток знизився на 17 % (531 млн крон). Доходи Casino Cosmopol і Vegas впали на 59 %, до 177 млн крон. З 2 листопада 2020 року керівником компанії по зв'язкам з громадскістю стала Еріка Сванстрьом (Erika Svanström), яка з квітня 2019 була незалежним радником компанії щодо цього питання.
У грудні 2020 року Svenska Spel у партнерстві з шведською мережею магазинів Pressbyrån почала тестування продажу й використання безкупонних білетів національної лотереї. Для тестування було обрано магазини в Стокгольмі, Єнчепінгу, Естерсунді і Кальмарі. Дана послуга дозволяє покупцям миттєво обирати номери лотереї без необхідності заповнювати паперові форми, для підтвердження буде використовуватись шведський ідентифікатор соціального страхування.